# Голден Лејкс (Флорида)
Голден Лејкс (енгл. Golden Lakes) град је у америчкој савезној држави Флорида.

## Демографија
По попису из 2000. године број становника је 6.694.
| Група             | 2000.         | 2010.    |
| Белци             | 3.889 (58,1%) | 0 (0,0%) |
| Афроамериканци    | 1.512 (22,6%) | 0 (0,0%) |
| Азијати           | 79 (1,2%)     | 0 (0,0%) |
| Хиспаноамериканци | 1.073 (16,0%) | 0 (0,0%) |
| Укупно            | 6.694         | 0        |